# Oncidium longipes
Oncidium longipes là một loài lan có mặt từ Brasil đến đông bắc Argentina.